# První buddhistický koncil

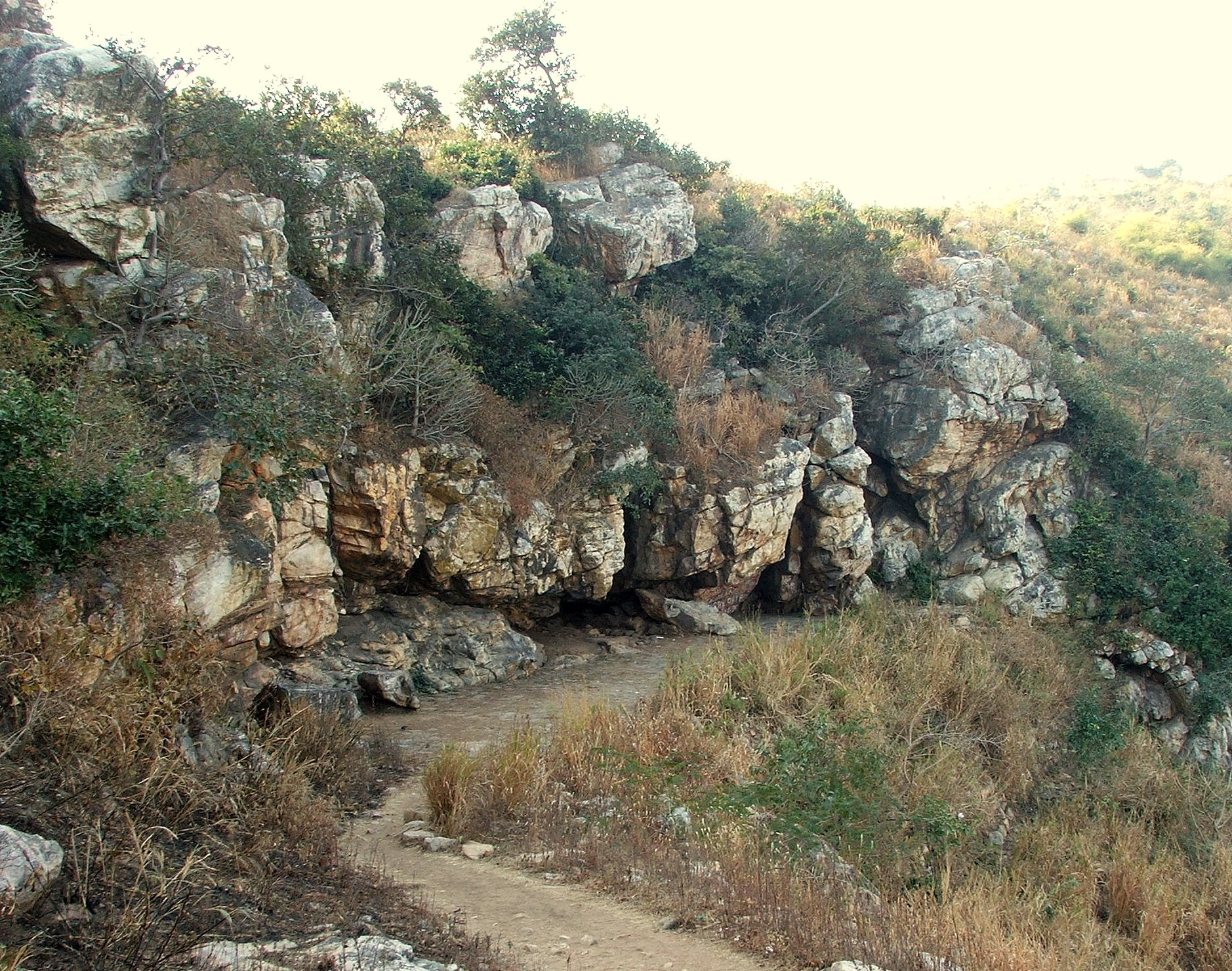
Jeskyně Saptaparna, kde se první buddhistický koncil konal

Podle tradice se první buddhistický koncil konal tři měsíce po tělesné smrti Buddhy, tedy kolem roku 543 př. n. l. u města Rádžagrhy (p. Rádžagaha, dnes Rádžgir), na kopci Vaibháře (p. Vébhará), v ohromné jeskyni Saptaparně (p. Sattapana).
I když tento koncil není historicky doložen, většina badatelů jej pokládá za historickou událost. Byl svolán na období dešťů, které tehdy trvalo sedm měsíců a údajně se na něj sjelo na 500 arhatů.
Celý koncil svolal jeden z čelních Buddhových žáků Mahá Kassapa a sliboval si od něj navrácení mnichů k přísnému dodržování řádových pravidel, od kterých někteří mniši po Buddhově odchodu z hmotného světa upustili. Na koncil byli pozván zejména mnich Upáli a Buddhův bratranec a věrný služebník Ánanda.
Na koncilu došlo k vzájemné roztržce mezi Mahákášjapou a Ánandou. Mahákášjapa vyčítal Ánandovi, že doposud nedosáhl stavu arhata, i když se koncilu účastnili prakticky samí arhati. Dále mu vyčítal, že se zasloužil o založení řádu mnišek, když o něj prosil kvůli své matce samotného Buddhu. Další zásadní věcí, kterou se Ánanda podle Mahákášjapy provinil, bylo to, že Ánanda nechtěl po Buddhovi Šákjamunim přesné instrukce ohledně Vinajapitaky. Mělo to za následek pozdější nedodržování řádových pravidel a štěpení hnutí. A konečně Ánanda se provinil v Mahákášjapových očích tím, že nepožádal Buddhu o to, aby si prodloužil život. Ánanda se uchýlil ústraní, aby dosáhl arhatství. Podařilo se mu to velmi brzy v atypické poloze – když ulehal ke spánku. Podle některých pramenů Ánanda pronikl do jeskyně skrz skálu, aby dokázal své schopnosti arhata.
Když koncil započal, začaly se odříkávat texty. Jediný Ánanda, proslulý svou fenomenální pamětí, si pamatoval všechny Buddhovy rozpravy. Odříkal je a dal tím vzniknout prvnímu oddílu z tripitaky, Sútram (Sútra-pitaka, p. Sutta-pitaka). Upáli odříkal řádová pravidla a vznikl tak oddíl vinaji, čili řádových pravidel (Vinaja-pitaka).
Podle théravádové tradice na prvním koncilu vznikl i třetí, obsahově nejrozsáhlejší oddíl Tripitaky, Abhidharma-pitaky (p. Abhidhamma-pitaka). Obsahuje filozofická pojednání, komentáře, analýzu všemožných pojmů apod. Fakt, že abhidharma byla zformulována již na tomto koncilu, není uznáván všeobecně.